# Hrabstwo Cayuga
Cayuga – hrabstwo (ang. county) w stanie Nowy Jork w USA. Populacja wynosi 81 963 mieszkańców (stan według spisu z 2000 r.).
Powierzchnia hrabstwa wynosi 2237 km². Gęstość zaludnienia wynosi 46 osób/km².

## Miasta
- Auburn
- Aurelius
- Brutus
- Cato
- Conquest
- Fleming
- Genoa
- Ira
- Ledyard
- Locke
- Mentz
- Montezuma
- Moravia
- Niles
- Owasco
- Scipio
- Sempronius
- Sennett
- Springport
- Sterling
- Summerhill
- Throop
- Venice
- Victory

## Wioski
- Aurora
- Cato
- Cayuga
- Fair Haven
- Meridian
- Moravia
- Port Byron
- Union Springs
- Weedsport
- Melrose Park (CDP)